# 越後堀之内駅
越後堀之内駅（えちごほりのうちえき）は、新潟県魚沼市堀之内にある、東日本旅客鉄道（JR東日本）上越線の駅である。

## 歴史
- 1922年（大正11年）8月1日：開業[1][2]。
- 1968年（昭和43年）12月2日：現在の駅舎が完成する[2]。
- 1976年（昭和51年）3月1日：貨物の取り扱いを廃止[3]。
- 1984年（昭和59年）11月：棒線化[4]。
- 1985年（昭和60年）3月14日：荷物の扱いを廃止[3]。
- 1987年（昭和62年）4月1日：国鉄分割民営化により、東日本旅客鉄道の駅となる[3]。
- 2020年（令和2年）9月30日：みどりの窓口の営業を終了[5]。
- 2022年（令和4年）
  - 3月11日：案内業務と自動券売機の設置を終了[6]。
  - 3月12日：無人化[6]。

## 駅構造
単式ホーム2面2線を有する地上駅で、ホーム間は跨線橋で連絡している。駅裏にはバルブ工場があるが、かつてはこの工場へ繋がる貨物線が当駅から連絡していたことから、側線跡が現在も残されている。
無人駅である。コンコースには乗車駅証明書発行機と自動販売機、改札内外に化粧室などが設置されている。

### のりば
| 番線 | 路線    | 方向 | 行先               |
| ---- | ------- | ---- | ------------------ |
| 1    | ■上越線 | 上り | 小出・越後湯沢方面 |
| 2    | ■上越線 | 下り | 小千谷・長岡方面   |

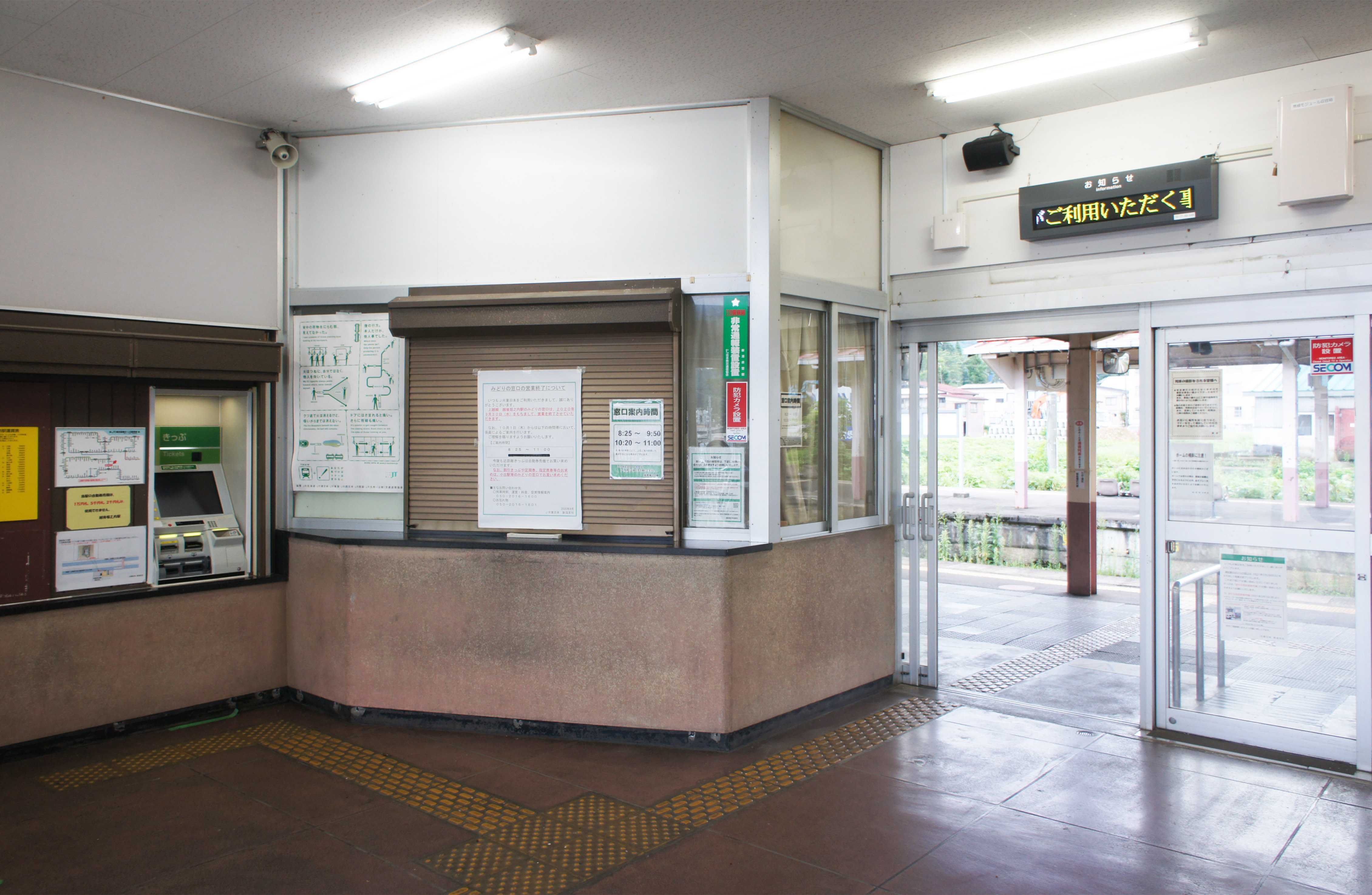
改札口（2021年9月）
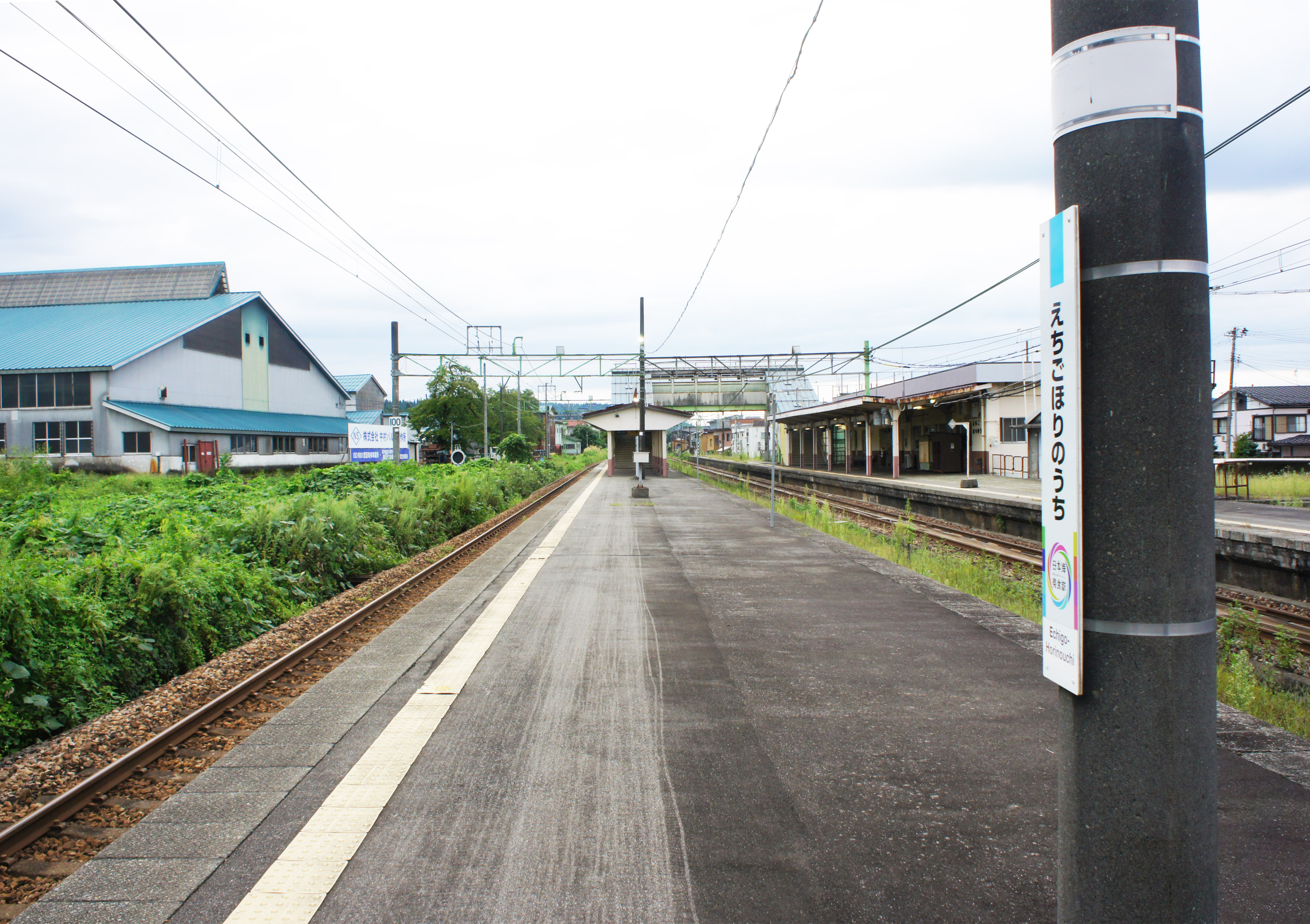
ホーム（2021年9月）

## 利用状況
JR東日本によると、2000年度（平成12年度）- 2020年度（令和2年度）の1日平均乗車人員の推移は以下のとおりであった。
| 1日平均乗車人員推移 | 1日平均乗車人員推移 | 1日平均乗車人員推移 | 1日平均乗車人員推移 | 1日平均乗車人員推移   |
| 年度                | 定期外              | 定期                | 合計                | 出典                  |
| ------------------- | ------------------- | ------------------- | ------------------- | --------------------- |
| 2000年（平成12年）  |                     |                     | 777                 | [ 利用客数 1 ]        |
| 2001年（平成13年）  |                     |                     | 770                 | [ 利用客数 2 ]        |
| 2002年（平成14年）  |                     |                     | 710                 | [ 利用客数 3 ]        |
| 2003年（平成15年）  |                     |                     | 643                 | [ 利用客数 4 ]        |
| 2004年（平成16年）  |                     |                     | 457                 | [ 利用客数 5 ]        |
| 2005年（平成17年）  |                     |                     | 436                 | [ 利用客数 6 ]        |
| 2006年（平成18年）  |                     |                     | 447                 | [ 利用客数 7 ]        |
| 2007年（平成19年）  |                     |                     | 474                 | [ 利用客数 8 ]        |
| 2008年（平成20年）  |                     |                     | 462                 | [ 利用客数 9 ]        |
| 2009年（平成21年）  |                     |                     | 462                 | [ 利用客数 10 ]       |
| 2010年（平成22年）  |                     |                     | 458                 | [ 利用客数 11 ]       |
| 2011年（平成23年）  |                     |                     | 439                 | [ 利用客数 12 ]       |
| 2012年（平成24年）  | 69                  | 342                 | 412                 | [ 利用客数 13 ]       |
| 2013年（平成25年）  | 73                  | 354                 | 428                 | [ 2 ] [ 利用客数 14 ] |
| 2014年（平成26年）  | 75                  | 341                 | 416                 | [ 利用客数 15 ]       |
| 2015年（平成27年）  | 70                  | 363                 | 433                 | [ 利用客数 16 ]       |
| 2016年（平成28年）  | 73                  | 389                 | 462                 | [ 利用客数 17 ]       |
| 2017年（平成29年）  | 70                  | 363                 | 433                 | [ 利用客数 18 ]       |
| 2018年（平成30年）  | 70                  | 318                 | 389                 | [ 利用客数 19 ]       |
| 2019年（令和元年）  | 61                  | 284                 | 346                 | [ 利用客数 20 ]       |
| 2020年（令和02年）  | 38                  | 297                 | 336                 | [ 利用客数 21 ]       |

## 駅周辺

### 北側（正面）
駅舎の出口側には市や教育施設、交番などの公共機関が多くある。

### 南側（裏側）
駅裏手には県立高校や保育園、工場がある。

## バス路線
当駅北西側に位置する「堀之内駅角」にて、越後交通グループの南越後観光バスが運行する以下の路線バスが発着し、小出方面や小千谷市方面へと結んでいる。このほか、魚沼市の予約型乗合タクシーが広い範囲で設定されている。

## 隣の駅
東日本旅客鉄道（JR東日本）
■上越線
小出駅 - 越後堀之内駅 - 北堀之内駅

### 記事本文
1. ↑  “駅の情報（越後堀之内駅）：JR東日本”. www.jreast.co.jp. 2018年9月10日閲覧。
2. 1 2 3 4 5 6 7   新潟県鉄道全駅 増補改訂版 P158. 新潟日報事業者. (2015-6-30)
3. 1 2 3  石野哲（編）『停車場変遷大事典 国鉄・JR編 Ⅱ』（初版）JTB、1998年10月1日、454頁。ISBN 978-4-533-02980-6。
4. ↑  『五十年史』P219　新潟鉄道管理局
5. ↑  “駅の情報（越後堀之内駅）：JR東日本”.   東日本旅客鉄道. 2020年9月10日時点のオリジナルよりアーカイブ。2020年9月10日閲覧。
6. 1 2 3  “令和4年 市報うおぬまお知らせ版2月25日号 > JR越後堀之内駅の案内業務を終了します” (PDF). 広報・市報うおぬま.   魚沼市. p. 1 (2022年2月18日). 2022年2月25日時点のオリジナルよりアーカイブ。2022年2月25日閲覧。
7. ↑  “（株）中村バルブ製作所” (日本語). （株）中村バルブ製作所. 2019年7月9日閲覧。
8. 1 2  “JR東日本：駅構内図・バリアフリー情報（越後堀之内駅）”.   東日本旅客鉄道. 2025年5月8日閲覧。
9. ↑  “小出～川口～小千谷線（時刻表）” (PDF). 南越後観光バス株式会社 | 新潟県南魚沼市の一般路線バス、貸切・観光バス情報.   南越後観光バス. 2025年5月8日閲覧。
10. ↑  “堀之内地域乗合タクシー時刻表” (PDF). 乗合タクシー時刻表 - 魚沼市ホームページ（生活環境課）.   魚沼市 (2023年4月1日). 2025年5月8日閲覧。

### 利用状況
1. ↑  “各駅の乗車人員（2000年度）”.   東日本旅客鉄道. 2019年4月12日閲覧。
2. ↑  “各駅の乗車人員（2001年度）”.   東日本旅客鉄道. 2019年4月12日閲覧。
3. ↑  “各駅の乗車人員（2002年度）”.   東日本旅客鉄道. 2019年4月12日閲覧。
4. ↑  “各駅の乗車人員（2003年度）”.   東日本旅客鉄道. 2019年4月12日閲覧。
5. ↑  “各駅の乗車人員（2004年度）”.   東日本旅客鉄道. 2019年4月12日閲覧。
6. ↑  “各駅の乗車人員（2005年度）”.   東日本旅客鉄道. 2019年4月12日閲覧。
7. ↑  “各駅の乗車人員（2006年度）”.   東日本旅客鉄道. 2019年4月12日閲覧。
8. ↑  “各駅の乗車人員（2007年度）”.   東日本旅客鉄道. 2019年4月12日閲覧。
9. ↑  “各駅の乗車人員（2008年度）”.   東日本旅客鉄道. 2019年4月12日閲覧。
10. ↑  “各駅の乗車人員（2009年度）”.   東日本旅客鉄道. 2019年4月12日閲覧。
11. ↑  “各駅の乗車人員（2010年度）”.   東日本旅客鉄道. 2019年4月12日閲覧。
12. ↑  “各駅の乗車人員（2011年度）”.   東日本旅客鉄道. 2019年4月12日閲覧。
13. ↑  “各駅の乗車人員（2012年度）”.   東日本旅客鉄道. 2019年4月12日閲覧。
14. ↑  “各駅の乗車人員（2013年度）”.   東日本旅客鉄道. 2019年4月12日閲覧。
15. ↑  “各駅の乗車人員（2014年度）”.   東日本旅客鉄道. 2019年4月12日閲覧。
16. ↑  “各駅の乗車人員（2015年度）”.   東日本旅客鉄道. 2019年4月12日閲覧。
17. ↑  “各駅の乗車人員（2016年度）”.   東日本旅客鉄道. 2019年4月12日閲覧。
18. ↑  “各駅の乗車人員（2017年度）”.   東日本旅客鉄道. 2019年4月12日閲覧。
19. ↑  “各駅の乗車人員（2018年度）”.   東日本旅客鉄道. 2019年7月16日閲覧。
20. ↑  “各駅の乗車人員（2019年度）”.   東日本旅客鉄道. 2020年7月12日閲覧。
21. ↑  “各駅の乗車人員（2020年度）”.   東日本旅客鉄道. 2021年7月24日閲覧。